# The Pale Blue Eye
The Pale Blue Eye (bra: O Pálido Olho Azul; prt: Os Olhos de Allan Poe) é um filme de suspense, drama e mistério americano de 2022, escrito e dirigido por Scott Cooper, adaptado do romance homônimo de 2006 de Louis Bayard. O filme apresenta um elenco que inclui Christian Bale, Harry Melling, Gillian Anderson, Lucy Boynton, Charlotte Gainsbourg, Toby Jones, Harry Lawtey, Simon McBurney, Timothy Spall e Robert Duvall. Sua trama segue o detetive veterano Augustus Landor em 1830 em West Point, Nova Iorque, enquanto ele investiga uma série de assassinatos na Academia Militar dos Estados Unidos com a ajuda de Edgar Allan Poe, um jovem cadete militar.
The Pale Blue Eye foi lançado em cinemas selecionados em 23 de dezembro de 2022, antes de seu lançamento em streaming em 6 de janeiro de 2023 pela Netflix. O filme recebeu críticas mistas.

## Produção
Em 2011, Scott Cooper assinou para escrever e dirigir uma adaptação do romance homônimo de Louis Bayard para a Fox 2000.
No início de 2021, foi anunciado que Christian Bale seria a estrela do filme, a ser produzido por Cross Creek Pictures. Seria o terceiro filme de Bale e Cooper juntos, depois de Out of the Furnace e Hostiles. Bale e Cooper, deveriam produzir com John Lesher e Tyler Thompson. A Netflix adquiriu os direitos do filme no European Film Market. Em junho de 2021, foi relatado que Harry Melling seria co-estrela como Edgar Allan Poe.
As filmagens iniciaram em 29 de novembro de 2021 no Compass Inn em Laughlintown, Pensilvânia. Em dezembro, as filmagens foram em Westminster College em New Wilmington, Pennsylvania. No mesmo mês, novos membros foram anunciados no elenco, incluindo Gillian Anderson, Lucy Boynton, Timothy Spall, Fred Hechinger, e Robert Duvall.
O senador norte-americano John Fetterman e sua esposa Gisele Barreto Fetterman tem participação em uma cena do filme. Eles se tornaram amigos de Bale e Cooper em 2013 enquanto filmavam Out of the Furnace em Braddock, Pensilvânia, onde Fetterman era prefeito na época. Bale declarou: "John tem esse rosto fantástico. Então eu disse a Scott: "Esse é um rosto que se encaixa na década de 1830."